# Stanislav Bojadžiev
Stanislav Bojadžiev (en bulgare : Станислав Бояджиев), né le 15 juillet 1945, Sofia, en Bulgarie, est un ancien joueur bulgare de basket-ball.